# Europese kampioenschappen wielrennen 2024 – Individuele tijdrit mannen beloften
De individuele tijdrit voor mannen beloften op de Europese kampioenschappen wielrennen 2024 werd gehouden op 11 september. De 37 deelnemers moesten een overwegend vlak parcours van 31,3 kilometer van Heusden-Zolder naar Hasselt afleggen. De Belg Alec Segaert won voor de derde maal op rij, voor Jakob Söderqvist uit Zweden en de Nederlander Wessel Mouris. Met zijn tijd was Segaert sneller dan Edoardo Affini, die later op de dag en op hetzelfde parcours goud behaalde bij de eliterenners.

## Uitslag
| Plaats | Naam                    | Tijd        |
| ------ | ----------------------- | ----------- |
| Goud   | Alec Segaert            | 35'06,325"  |
| Zilver | Jakob Söderqvist        | + 30,823"   |
| Brons  | Wessel Mouris           | + 34,556"   |
| 4      | Robin Orins             | + 57,577"   |
| 5      | Fabian Weiss            | + 1'18,931" |
| 6      | Aivaras Mikutis         | + 1'27,728" |
| 7      | Andrea Raccagni Noviero | + 1'34,920" |
| 8      | Niklas Behrens          | + 1'41,561" |
| 9      | Nicolas Milesi          | + 1'50,847" |
| 10     | Mateusz Gajdulewicz     | + 1'55,429" |
| 11     | Fabio Christen          | + 1'57,159" |
| 12     | Markel Beloki           | + 1'58,352" |
| 13     | Adam Holm Jørgensen     | + 2'13,180" |
| 14     | Henrik Pedersen         | + 2'18,897" |
| 15     | Adrian Stieger          | + 2'21,494" |
| 16     | Bogdan Zebelinski       | + 2'29,637" |
| 17     | Elmar Abma              | + 2'31,166" |
| 18     | Halvor Dolven           | + 2'36,156" |
| 19     | Trym Westgaard Holther  | + 2'41,262" |
| 20     | Kacper Gieryk           | + 2'41,286" |